# Střela (arie protejată)
Střela este o arie protejată (arie specială de conservare — SAC, sit de importanță comunitară — SCI) din Republica Cehă întinsă pe o suprafață de 22,86 ha, integral pe uscat.

## Localizare
Centrul sitului Střela este situat la coordonatele 50°05′47″N 13°16′49″E / 50.096389°N 13.280278°E.

## Înființare
Situl Střela a fost declarat sit de importanță comunitară în aprilie 2005 pentru a proteja 1 specie de animale. Situl a fost protejat și ca arie specială de conservare în aprilie 2017.

## Biodiversitate
Situată în ecoregiunea continentală, aria protejată nu include niciun habitat protejat.
La baza desemnării sitului se află o specie protejată de  pești: cicar (Lampetra planeri).